# Esquennoy
Esquennoy és un municipi francès, situat al departament de l'Oise i a la regió dels Alts de França. L'any 2007 tenia 780 habitants.

## Demografia

### Població
El 2007 la població de fet d'Esquennoy era de 780 persones. Hi havia 288 famílies de les quals 68 eren unipersonals (28 homes vivint sols i 40 dones vivint soles), 80 parelles sense fills, 124 parelles amb fills i 16 famílies monoparentals amb fills.
La població ha evolucionat segons el següent gràfic:
Habitants censats

### Habitatges
El 2007 hi havia 319 habitatges, 294 eren l'habitatge principal de la família, 13 eren segones residències i 12 estaven desocupats. 312 eren cases i 5 eren apartaments. Dels 294 habitatges principals, 199 estaven ocupats pels seus propietaris, 86 estaven llogats i ocupats pels llogaters i 9 estaven cedits a títol gratuït; 4 tenien una cambra, 10 en tenien dues, 53 en tenien tres, 86 en tenien quatre i 142 en tenien cinc o més. 194 habitatges disposaven pel capbaix d'una plaça de pàrquing. A 159 habitatges hi havia un automòbil i a 87 n'hi havia dos o més.

### Piràmide de població
La piràmide de població per edats i sexe el 2009 era:
| Homes | Edats   | Dones |
| ----- | ------- | ----- |
| 0     | 95 o +  | 0     |
| 0     | 90 a 94 | 0     |
| 4     | 85 a 89 | 4     |
| 0     | 80 a 84 | 12    |
| 20    | 75 a 79 | 20    |
| 20    | 70 a 74 | 24    |
| 16    | 65 a 69 | 20    |
| 12    | 60 a 64 | 0     |
| 16    | 55 a 59 | 24    |
| 20    | 50 a 54 | 20    |
| 16    | 45 a 49 | 8     |
| 24    | 40 a 44 | 28    |
| 48    | 35 a 39 | 20    |
| 44    | 30 a 34 | 32    |
| 48    | 25 a 29 | 44    |
| 28    | 20 a 24 | 24    |
| 20    | 15 a 19 | 40    |
| 16    | 10 a 14 | 28    |
| 40    | 5 a 9   | 28    |
| 48    | 0 a 4   | 32    |

## Economia
El 2007 la població en edat de treballar era de 511 persones, 370 eren actives i 141 eren inactives. De les 370 persones actives 313 estaven ocupades (170 homes i 143 dones) i 58 estaven aturades (28 homes i 30 dones). De les 141 persones inactives 40 estaven jubilades, 48 estaven estudiant i 53 estaven classificades com a «altres inactius».

### Ingressos
El 2009 a Esquennoy hi havia 296 unitats fiscals que integraven 791,5 persones, la mediana anual d'ingressos fiscals per persona era de 15.125 €.

### Activitats econòmiques
Dels 17 establiments que hi havia el 2007, 1 era d'una empresa extractiva, 1 d'una empresa alimentària, 1 d'una empresa de fabricació de material elèctric, 1 d'una empresa de fabricació d'altres productes industrials, 8 d'empreses de comerç i reparació d'automòbils, 2 d'empreses d'hostatgeria i restauració, 1 d'una empresa de serveis i 2 d'empreses classificades com a «altres activitats de serveis».
Dels 3 establiments de servei als particulars que hi havia el 2009, 2 eren tallers de reparació d'automòbils i de material agrícola i 1 perruqueria.
L'únic establiment comercial que hi havia el 2009 era una botiga de menys de 120 m².
L'any 2000 a Esquennoy hi havia 10 explotacions agrícoles.

## Equipaments sanitaris i escolars
L'únic equipament sanitari que hi havia el 2009 era una farmàcia.
El 2009 hi havia una escola elemental.

## Poblacions més properes
El següent diagrama mostra les poblacions més properes.